# 衆学
衆学（しゅがく、巴:梵: sekhiya, セーキヤ）とは、仏教の出家者（比丘・比丘尼）に課される戒律（具足戒）の内、行儀作法に関する軽微な禁戒の総称。比丘（男性出家者）にも、比丘尼（女性出家者）にも、それぞれ75条が課される。
これらを犯しても僧権を失うことはなく、心の中で反省するだけでいい。

## 比丘の七十五衆学
- 衣・振る舞い（1-26）
- 食（27-56）
- 説法（57-72）
- その他（73-75）